# Омар Фігероа
Омар Фігероа (англ. Omar Figueroa; 13 грудня 1989, Веслейко, Техас) — американський професійний боксер, чемпіон світу за версією WBC (2014) у легкій вазі.

## Професіональна кар'єра
2008 року дебютував на професійному рингу. 
27 липня 2013 року виграв одностайним рішенням суддів у японця Ніхіто Аракави бій за вакантний титул «тимчасового» чемпіона WBC у легкій вазі. Після того як чемпіон WBC у легкій вазі Едріен Бронер у січні 2014 року вирішив битися з аргентинцем Майданою в реванші у напівсередній вазі і був позбавлений звання чемпіона, Фігероа був підвищений до повноцінного чемпіона. Провів два вдалих захисти проти Джеррі Бельмонтеса (США) і Денієла Естради (Мексика). Через отриману в бою з мексиканцем травму голови, через яку Фігероа кілька місяців не міг виступати в подальших боях, уже в листопаді 2014 року Світова боксерська рада оголосила рішення, що відтепер Фігероа отримує звання «чемпіона у відпустці».
9 травня 2015 року в першій напівсередній вазі переміг одностайним рішенням суддів колишнього чемпіона світу Рікі Бернса (Велика Британія). Після цього перемагав мексиканця Антоніо ДеМарко, американців Роберта Герреро і Джона Моліна.
В останніх трьох боях зазнав поразок, у тому числі у двох останніх — дострокових.